# Harris (Iowa)
Harris es una ciudad ubicada en el condado de Osceola en el estado estadounidense de Iowa. En el Censo de 2010 tenía una población de 170 habitantes y una densidad poblacional de 82,88 personas por km².

## Geografía
Harris se encuentra ubicada en las coordenadas 43°26′37″N 95°26′14″O / 43.44361, -95.43722. Según la Oficina del Censo de los Estados Unidos, Harris tiene una superficie total de 2.05 km², de la cual 2.05 km² corresponden a tierra firme y (0%) 0 km² es agua.

## Demografía
Según el censo de 2010, había 170 personas residiendo en Harris. La densidad de población era de 82,88 hab./km². De los 170 habitantes, Harris estaba compuesto por el 97.65% blancos, el 0% eran afroamericanos, el 1.18% eran amerindios, el 0% eran asiáticos, el 0% eran isleños del Pacífico, el 0% eran de otras razas y el 1.18% pertenecían a dos o más razas. Del total de la población el 1.18% eran hispanos o latinos de cualquier raza.